# Veninden fra Ungkarletiden
Veninden fra Ungkarletiden er en amerikansk stumfilm fra 1919 af D. W. Griffith.

## Medvirkende
- Lillian Gish som Jennie Timberlake
- Robert Harron som John L. Logan
- George Fawcett
- Kate Bruce
- George Nichols